# Грабовская волость
Гра́бовская во́лость — историческая административно-территориальная единица Миусского, затем Таганрогского округа Области Войска Донского с центром в слободе Грабово.
По состоянию на 1873 год состояла из слободы и 5 посёлков. Население — 3140 человек (1594 мужского пола и 1546 — женского), 445 дворовых хозяйств и 13 отдельных дворов.
Крупнейшие поселения волости:
- Грабово — слобода у реки Миус, 1583 человека, 166 дворовых хозяйства и 4 отдельных дома;
- Стрюков — посёлок у реки Миус, 511 человек, 79 дворовых хозяйств и 6 отдельных домов;
- Креничный — посёлок, 165 человек, 22 дворовых хозяйств и 2 отдельных дома;
- Рассыпной — посёлок при балке Рассыпная, 461 человек, 61 дворовое хозяйство и отдельный дом;
- Греков-Тимофеевский — посёлок при балках Уткиной и Лиходеевой, 231 человек, 32 дворовых хозяйства;
- Греков-Семёновский — посёлок, 190 человек, 28 дворовых хозяйств;

Старшинами волости были: в 1904 году — Н. К. Братченко, в 1907 году — Василий Михайлович Батраков, в 1912 году — Д. П. Кочура.